# I Am the Very Model of a Modern Major-General

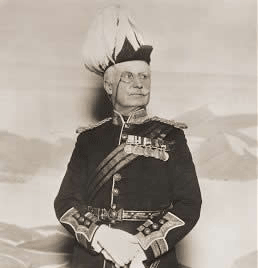
Henry Lytton recita la parte del maggior generale (1919).

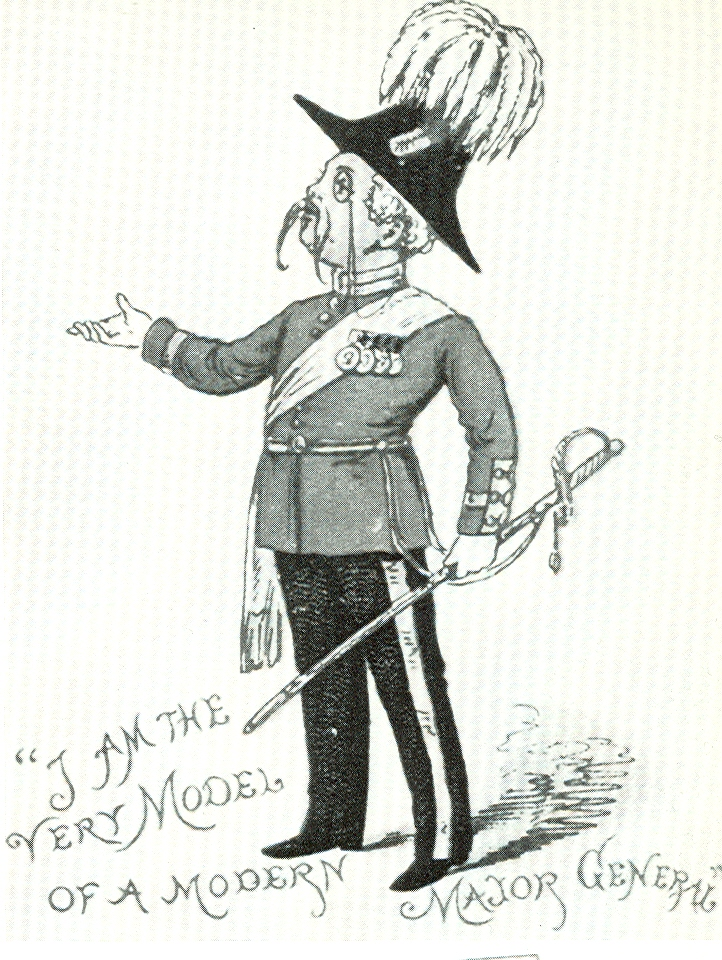
Illustrazione del 1884.

I Am the Very Model of a Modern Major-General, nota anche come Major-General's Song (la canzone del maggior generale) o Modern Major-General's Song (la canzone del maggior generale moderno) è una patter song dell'opera comica The Pirates of Penzance, composta da Gilbert e Sullivan nel 1879. È una delle canzoni più famose della loro produzione, e viene cantata dal maggior generale Stanley al suo primo ingresso in scena, verso la fine del primo atto. La canzone è una satira sull'idea di ufficiale "moderno" dell'esercito imperiale britannico alla fine del XIX secolo. Per via della velocità e dell'aspetto di scioglilingua di molti versi al suo interno, è una tra le patter song più impegnative da interpretare.
La canzone è piena di riferimenti storici e culturali, e in essa il maggior generale descrive la sua completa e impressionante educazione, ma dice che la sua conoscenza militare è "solo portata indietro all'inizio del secolo". Le indicazioni sceniche nel libretto indicano che alla fine di ogni strofa il maggior generale è preoccupato di cercare la rima, ma in tutti i casi riesce a trovarla e finire la strofa con una fioritura.

## Riferimenti storici
Il personaggio del maggior generale Stanley è considerato una caricatura del noto generale sir Garnet Wolseley, anche se il biografo Michael Ainger dubita di tale interpretazione, identificando invece il personaggio con il generale Henry Turner, zio della moglie di Gilbert. Gilbert non gradiva Turner il quale, a differenza di Wolseley, era un ufficiale di vecchia scuola. Nella produzione londinese originale George Grossmith imitava l'aspetto e le maniere di Wolseley, in particolare i grandi baffi, e il pubblico colse le allusioni. Lo stesso Wolseley, stando a quanto riferisce il suo biografo, non rimase offeso dalla caricatura e talvolta in privato canticchiava "I am the very model of a modern Major-General" per divertire parenti e amici.

## Testo
I am the very model of a modern Major-General,

I've information vegetable, animal, and mineral,

I know the kings of England, and I quote the fights historical

From Marathon to Waterloo, in order categorical;

I'm very well acquainted, too, with matters mathematical,

I understand equations, both the simple and quadratical,

About binomial theorem I'm teeming with a lot o' news, [bothered for a rhyme]

With many cheerful facts about the square of the hypotenuse.

I'm very good at integral and differential calculus;

I know the scientific names of beings animalculous:

In short, in matters vegetable, animal, and mineral,

I am the very model of a modern Major-General.

I know our mythic history, King Arthur's and Sir Caradoc's;

I answer hard acrostics, I've a pretty taste for paradox,

I quote in elegiacs all the crimes of Heliogabalus,

In conics I can floor peculiarities parabolous;

I can tell undoubted Raphaels from Gerard Dows and Zoffanies,

I know the croaking chorus from The Frogs of Aristophanes!

Then I can hum a fugue of which I've heard the music's din afore, [bothered for a rhyme]

And whistle all the airs from that infernal nonsense Pinafore.

Then I can write a washing bill in Babylonic cuneiform,

And tell you ev'ry detail of Caractacus's uniform:

In short, in matters vegetable, animal, and mineral,

I am the very model of a modern Major-General.

In fact, when I know what is meant by "mamelon" and "ravelin",

When I can tell at sight a Mauser rifle from a javelin,

When such affairs as sorties and surprises I'm more wary at,

And when I know precisely what is meant by "commissariat",

When I have learnt what progress has been made in modern gunnery,

When I know more of tactics than a novice in a nunnery –

In short, when I've a smattering of elemental strategy – [bothered for a rhyme]

You'll say a better Major-General has never sat a gee.

For my military knowledge, though I'm plucky and adventury,

Has only been brought down to the beginning of the century;

But still, in matters vegetable, animal, and mineral,

I am the very model of a modern Major-General.
Io sono proprio il modello di un moderno maggior generale,

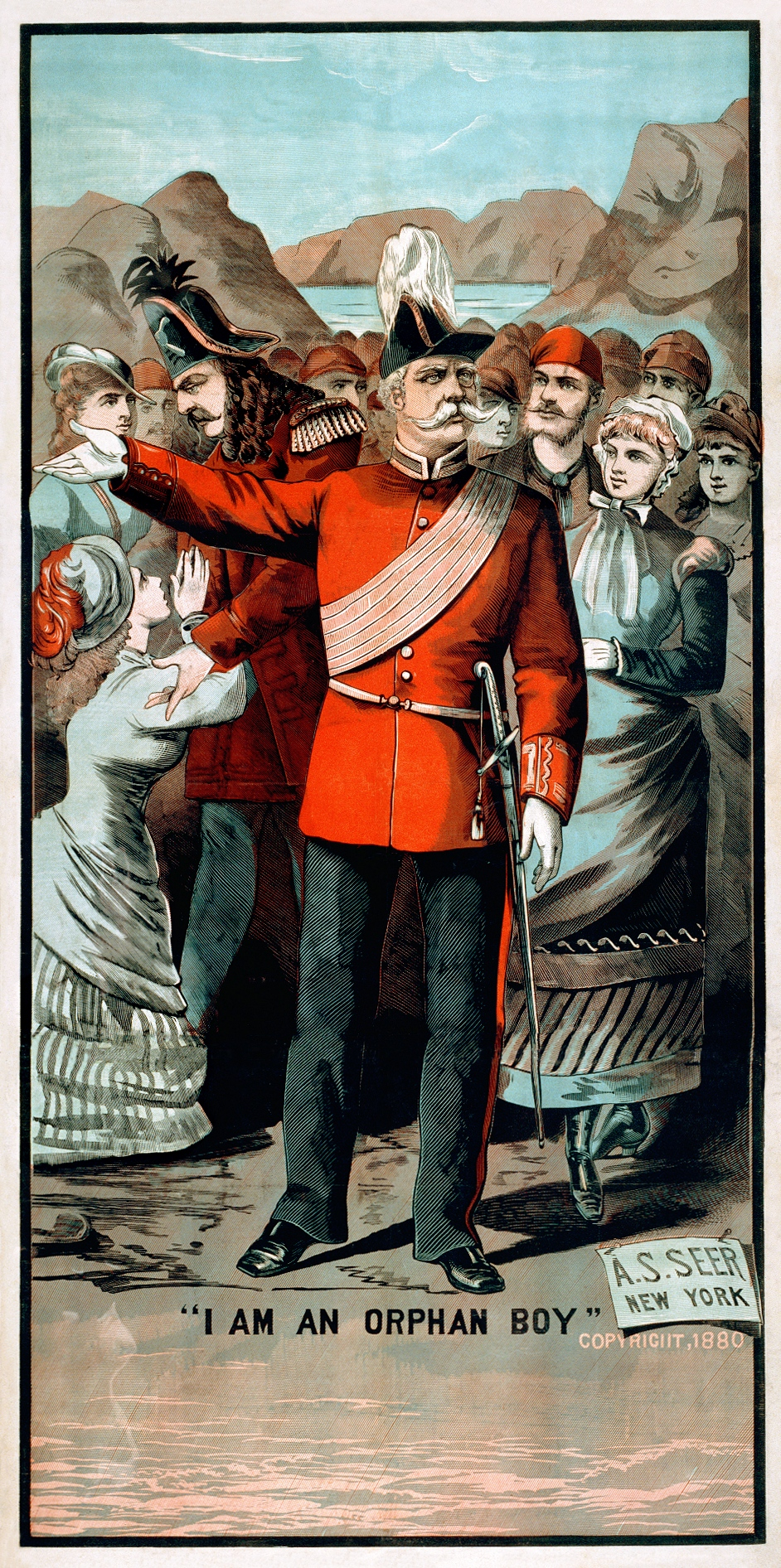
Poster del 1880.

sono informato su vegetali, animali e minerali,

conosco la lista dei sovrani d'Inghilterra, e cito i combattimenti storici

da Maratona a Waterloo, in ordine e per categoria;

Sono anche molto esperto di questioni matematiche,

capisco le equazioni, sia semplici sia quadratiche,

A proposito del teorema binomiale sono pieno di notizie, [non trova la rima]

con molti fatterelli interessanti sul quadrato dell'ipotenusa.

Sono molto abile nel calcolo integrale e differenziale;

conosco i nomi scientifici degli animalculi:

Insomma, per quanto riguarda vegetali, animali, e minerali,

sono proprio il modello di un moderno maggior generale.

Conosco la nostra storia mitologica, Re Artù e Sir Caradoc;

risolvo difficili acrostici, ho buon gusto per i paradossi,

cito in distici elegiaci tutti i crimini di Eliogabalo,

riguardo alle coniche so risolvere tutte le peculiarità delle parabole;

distinguo indiscussi Raffaello da Gerard Dou e Zoffany,

conosco il coro gracidante delle Le rane di Aristofane!

Posso canticchiare una fuga di cui ho sentito la musica in precedenza, [cercando la rima]

e fischiettare tutte le arie di  Pinafore, quel nonsense infernale.

Posso scrivere il conto della lavanderia in cuneiforme babilonese,

e descrivere ogni dettaglio dell'uniforme di Carataco:

Insomma, per quanto riguarda vegetali, animali, e minerali,

sono proprio il modello di un moderno maggior generale.

A dire il vero, quando so cosa s'intende per "mammellone" e "rivellino",

quando so distinguere a colpo d'occhio un fucile Mauser da un giavellotto,

quando so stare attento a quelle cose tipo sortite e sorprese,

e quando so esattamente cosa si intenda con "commissariato militare",

quando ho imparato quali progressi sono stati fatti nella balistica moderna,

quando ne so più tattica di una novizia in un convento –

insomma, quando ho un'infarinatura di strategia elementare – [non trova la rima]

potreste dire che nessun miglior maggior generale sia mai andato a cavallo.

Per quanto riguarda la mia conoscenza militare, nonostante io sia molto coraggioso e avventuroso,

è stata limitata solo all'inizio del secolo;

ma comunque, per quanto riguarda vegetali, animali e minerali,

sono proprio il modello di un moderno maggior generale.

## Nella cultura di massa

### Cinema

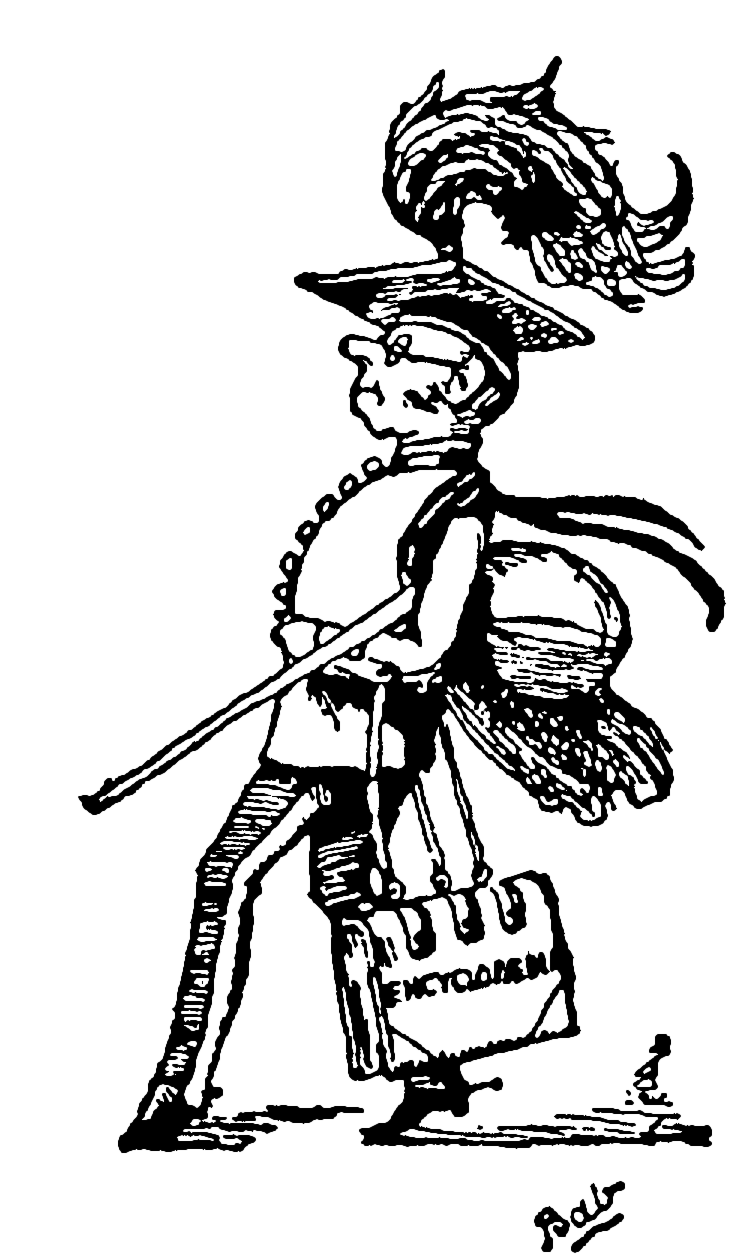
In questa illustrazione delle Bab Ballads, il maggior generale trasporta un'enciclopedia.

La canzone, come altre della stessa operetta, è presente in The Pirate Movie (1982), moderna parodia di The Pirates of Penzance, con qualche modifica più moderna nell'aggiunta di alcuni versi ("Man, I'm older than The Beatles, but I'm younger than The Rolling Stones."). Viene cantata dal protagonista del film Never Cry Wolf (1983) e da Leopold nella commedia Kate & Leopold (2001); in quest'ultimo caso si tratta di una scena anacronistica in quanto The Pirates of Penzance è stata allestita la prima volta nel 1879, mentre Leopold, viaggiatore temporale, proveniva dal 1876. In The Wonderful World of Auto-Tainment! (2003) Archibald Asparagus canta i primi versi, e in Topolino, Paperino, Pippo: I tre moschettieri (2004) un maggior generale canta la canzone in un'esecuzione dell'opera. È presente nel film "Those people" (2015) come motivo principale del film: i due protagonisti provano a cantarla tutta d'un fiato, più volte, durante la storia; e, alla fine, uno dei due ci riesce. Nel cartone animato Cattivissimo me 3 del 2017, i Minions si esibiscono in una parodia di questo brano, utilizzando parole apparentemente senza senso.

### Televisione
Il brano è apparso in un gran numero di trasmissioni televisive. In The Muppet Show (stagione 3, episodio 52) viene cantata in duo da Gilda Radner e una carota parlante alta due metri. Radner aveva richiesto non una carota (carrot) ma un pappagallo (parrot), ma Kermit aveva avuto problemi a decifrare la sua grafia.
Altre apparizioni sono nell'episodio Atonement di Babylon 5, dove viene cantata da Marcus Cole per irritare il Dr. Franklin; nell'undicesimo episodio della terza stagione di The Wind in the Willows; nell'episodio "Peggy and the Pirates" (stagione 7, ep. 18) di Married With Children; nell'episodio "Disaster" di Star Trek: The Next Generation; nell'episodio "Fathers and Sons" di Frasier; nell'episodio "Moody Blues" (stagione 6, ep. 5) di Innamorati pazzi; nell'episodio "Deep Space Homer" de I Simpson; negli episodi "The Wonderful World of Auto-Tainment!" e "A Snoodle's Tale" di VeggieTales; in un episodio del 1989 di Neighbours.
Spesso la canzone è usata come brano d'audizione, ad esempio nell'episodio "And the Plot Moistens" (stagione 3, ep. 21) di Due uomini e mezzo, Alan canta i primi versi per convincere Jake a prenderlo nel cast del musical scolastico. Analogamente, nella seconda stagione di Slings & Arrows, Richard Smith-Jones canta il brano all'audizione per il musical. Nell'episodio pilota di 90210, Annie Wilson canta la canzone in un flashback della sua esecuzione in un precedente musical scolastico. È cantata da Brick Breeland nell'episodio "Destiny & Denial" (stagione 1, ep. 19) di Hart of Dixie e da Peter (anche se i versi della canzone vengono biascicati e approssimati, essendo la scena parte di un siparietto in cui venivano mostrate le sue scarse capacità canore) nell'episodio della quindicesima stagione "Killer Queen" de I Griffin (2012).
Parodie e pasticci della canzone sono apparsi in numerose altre trasmissioni. La serie animata ReBoot termina la sua terza stagione con una sintesi della stagione stessa sopra le note della canzone. Nell'episodio "The Cold Open" (2006) di Studio 60 on the Sunset Strip, il cast di Studio 60 canta la parodia "We'll be the very model of a modern network TV show; we hope that you don't mind that our producer was caught doing blow". In Doctor Who and the Pirates, il Dottore (interpretato da Colin Baker) canta "I am the very model of a Gallifreyan buccaneer". Il monologo di David Hyde Pierce in Saturday Night Live era una parodia della canzone. Nel cortometraggio "H.M.S. Yakko" di Animaniacs, Yakko canta "I am the Very Model of a Cartoon Individual". La canzone appare anche in uno spot della GEICO (2011). Nell'episodio "One Good Turn" di Phineas and Ferb, il Maggiore Monogram canta "I am the Very Model of a Modern Major Monogram".

### Altre parodie e pasticci
La canzone è stata usata come base per diverse parodie e pasticci, come la canzone Elements Song di Tom Lehrer, e la "The Unix Sysadmin Song", scritta per il libro The Unix Companion di Harley Hahn, dove i riferimenti militari sono sostituiti con riferimenti triviali a Unix. Un altro pasticcio ispirato a "The Elements" è la "Boy Scout Merit Badge Song", dove si elencano tutte le specialità che possono essere conseguite dai boy scout americani.
Nell'ultima serata dei Proms del 2000, il direttore sir Andrew Davis ha cantato un pasticcio della canzone che celebrava il festival. Quando Derek Pattinson si è ritirato dal segretariato generale del General Synod of the Church of England, nel 1990, un coro ha cantato una variante della canzone, con il verso "He was the very model of a Secretary-General", in un meeting del sinodo generale. Nel maggio 2010 una parodia della canzone è stata inserita nel Richmond Times-Dispatch, in riferimento alle azioni del Attorney General of Virginia, Ken Cuccinelli. Nell'ottobre 2010 Ron Butler ha pubblicato su YouTube un video con la canzone modificata in riferimento a Barack Obama. Michael E. Arth, candidato governatore della Florida, nel 2010 ha pubblicato su YouTube un video nel quale canta "I am the Very Model of a Pragmatic Humanitarian".
Nel videogioco Mass Effect 2 il personaggio Mordin Solus canta un breve pasticcio ("I am the very model of a scientist Salarian"). Un testo alternativo è stato scritto da Randall Munroe nel numero 1052 del webcomic xkcd nel 2012, divenendo presto oggetto di adattamenti musicali.